# 李大林
李大林（1844年—？年），字星園，浙江省會稽縣人，清朝官员。
監生，同治二年捐縣丞分四川，三年投效貴州鎮寧州軍營隨同剿匪，五年奉著候補缺後以知縣用，八年三月奉委赴黔坐探軍情，克復平越州城在事出力，九年奉上諭著免補縣丞以知縣仍留四川歸候補班補用，光緒元年，奉上諭著候補缺後以直隸州知州盡先補用，光緒二年（1876年），署四川鄰水縣知縣，鄰水教案時，其保護被教民禍害之百姓，最後被清廷罰銀七千兩。其後曾署資陽縣知縣；二十三年七月署中江縣知縣；光緒二十八年三月補任平武縣知縣。三十年丁憂回籍。曾署安縣知縣。